# Sinagoga Maguen David (Santiago de Xile)
La Sinagoga Maguen David és un edifici religiós de la comunitat jueva localitzat a la ciutat de Santiago de Xile, la capital del país sud-americà de Xile. Està situada a l'Avinguda R.Lyon número 812, i segueix el ritu dels jueus sefardites. La comunitat jueva local organitza anualment un acte de pregària tradicional pel benestar del país anomenat Tefila en què es convida a diversos membres de la societat xilena, l'acte ha comptat amb la presència de persones notables com l'ex-President de Xile Sebastián Piñera.